# Eduardo Blanco
Eduardo Blanco (Buenos Aires; 28 de febrer de 1958) és un actor argentí de cinema, teatre i televisió.

## Biografia
És un actor argentí d'origen gallec, ja que els seus dos progenitors eren oriünds de Galícia. Una de les seves àvies està enterrada al municipi de Lalín, a la província de Pontevedra.

## Carrera
Blanco va començar com a actor de teatre sota la direcció de Norma Aleandro a Cyrano de Bergerac, i posteriorment va actuar en obres de William Shakespeare com El somni d'una nit d'estiu i Macbeth.
El seu debut en cinema va ser a Victoria 392 (1984), on va conèixer i va fer amistat amb el director Juan José Campanella i el seu guionista Fernando Castets. Campanella i Castets es dedicarien més tard a escriure papers específicament per a ell en una trilogia de pel·lícules que va tenir a Ricardo Darín com a protagonista i a Blanco com el seu amic: El mismo amor, la misma lluvia (1999), El hijo de la novia (2001) i Luna de Avellaneda (2004). Blanco va col·laborar per cinquena vegada amb Campanella en la sèrie de televisió Vientos de agua (2006).
A televisió ha actut a la sèrie Aquí no hay quien viva (2008) i el 2011 va participar del cicle Recordando el show de Alejandro Molina pel canal Encuentro.

## Filmografia
- Cuando dejes de quererme (2018)
- Paternóster, la otra mirada (2016)
- Kamikaze (2014)
- 20.000 besos (2013)
- Una mujer sucede (2012)
- El pozo (2012)
- La vida empieza hoy (2010)
- Una hora más en Canarias (2010)
- Pájaros muertos (2009)
- Naranjo en flor (2008)
- Un minuto de silencio (2005)
- Tapes (2005)
- El tango de la psicoanalista (2005)
- Luna de Avellaneda (2004)
- Conversaciones con mamá (2004)
- El hijo de la novia (2001)
- El mismo amor, la misma lluvia (1999)
- Victoria 392 (1984)

## Televisió
- Alta mar (2019-2020)
- Se trata de nosotros (2015)
- Entre caníbales (2015)
- Fronteras (2011)
- Recordando el show de Alejandro Molina (2011)
- Aquí no hay quien viva (2008)
- Vientos de agua (2006)
- Historias de sexo de gente común (2005)
- Franco Buenaventura, el profe (2002)
- El sodero de mi vida (2001)
- Primicias (2000)
- El hombre (1999)
- Por siempre mujercitas (1995-1996)
- Estrellita mía (1987)
- La viuda blanca (1986)
- Duro como la roca... frágil como el cristal (1985)

## Premis
- Premi Cóndor de Plata al millor actor de repartiment:
  - 2000 per El mismo amor, la misma lluvia[5]
  - 2002 per El hijo de la novia[6]
- Premi Clarín 2004 com a millor actor de repartiment en cinema per Luna de Avellaneda.[7]
- Nominat al Martín Fierro 2006 com a millor actor protagonista d'unitari i/o minisèrie.[8]
- Premi d'Honor a la XVIII Mostra de Cinema Llatinoamericà de Catalunya (2012)[9]
- Premi Chano Piñeiro 2008 atorgat per la Xunta de Galicia.[10]